# ラペラ
ラペラとは、上衣の裾を中心に使用した着衣格闘技の技。ブラジリアン柔術で多用される技だが、歴史は古く、1936年、柔道家の竹田浅次郎は自著で絞技のラペラを紹介している。ブラジリアン柔術では制限が少ないが、柔道ではラペラは制限がある。「ラペラ」はブラジルの公用語ポルトガル語で襟という意味である。
ラペラを一周以上巻きつけてさらに相手をきつく固定する技を「ワーム（英語でミミズの意味）ガード」と表記する。

## 概要

### ラペラチョーク
自分の上衣の裾を相手の首に当てて絞める。ラペラチョークと呼ばれる。
1936年、竹田浅次郎は書籍『対拳式実戦的柔道試合法』で対ボクサー術として、相手の背後から自らの裾で相手の首を絞めるラペラを紹介している。
他にはジェルビ・チョークがある。日本の柔道界では上衣の裾を相手の首に当てて絞めるのはIJF試合審判規定において指導の対象となる「柔道衣の上衣の裾または帯を使って、（略）絞技を施すこと」に該当する禁止技ととらえられていたが、2013年世界柔道選手権大会においては反則とされず、ヤーデン・ジェルビが決勝戦などでこの技で勝利し優勝した。『国際柔道連盟試合審判規定（2014-2016）』で「自分や相手の」(either your own or your opponents)の文言がつけたされた。国際柔道連盟の見解としても反則となった。

### 腕括り
柔道では上衣の裾や帯を巻いて相手の腕などを固定する腕括り（うでくくり）は半巻まで許されている。1941年改正の講道館の審判規定で規制されるようになった。